# Bitter & Sweet (음악 그룹)
Bitter & Sweet(비터 스위트)는 2013년에 결성된 일본의 여성 팝 그룹이다.
2025년 5월 31일를 기해 활동 종료.

## 멤버
- 다사키 아사히 (田﨑あさひ, 1995년 11월 20일 ~ ) - 최연소
  - 보컬, 키보드 담당. 나가사키현 출신. 혈액형 0형.
  - 「제2회 FOREST AWARD NEW FACE 오디션」그랑프리 수상(2012년 3월).
- 하세가와 모에미 (長谷川萌美, 1994년 4월 2일 ~ ) - 최연장자
  - 보컬 담당. 니가타현 출신. 혈액형 A형.
  - 「제3회 FOREST AWARD NEW FACE 오디션」그랑프리 수상(2013년 7월).

## 약력
결성 이전
2012년 3월 25일에「제2회 FOREST AWARD NEW FACE 오디션」그랑프리 수상한 다사키 아사히가 수상 이후, 2013년 1월 2일에 나카노 선플라자에서 행해진 헬로! 프로젝트 신춘공연「Hello! Project 탄생 15주년 기념 라이브 2013 겨울」에 게스트 출연해, 첫 무대를 섰다. 동년 1월 16일에 인디즈 데뷔 싱글「手紙／Rolling Days(양 A면 싱글)」에 발매해, 솔로 활동을 하고 있다.
2013년
- 12월 13일, 솔로 활동을 하고 있는 다사키 아사히가 유닛 결성을 발표한다.
- 12월 20일, 다사키 아사히의 파트너가「제3회 FOREST AWARD NEW FACE 오디션」그랑프리 수상한 하세가와 모에미임이 발표된다.
- 12월 27일, 유닛명이「Bitter & Sweet」가 되는 것이 발표된다.
- 12월 31일,「Hello! Project COUNTDOWN PARTY 2013 ~GOOD BYE & HELLO!~」에서 피로연.

2014년
- 1월 18일 ~ 2월 23일,「MUSIC FESTA Vol.2」에 출연.
- 3월 19일, DVD 싱글「Bitter & Sweet／インストール」를 발매.
- 4월 15일 ~ 7월 19일,「LoVendoЯ LIVE TOUR 2014 SprinteЯ〜Bitter&Sweet」에 출연.
- 9월 3일, 2nd DVD 싱글「誰にもナイショ／月蝕」를 발매.
- 9월 27일, 「Kikkastock Music and Art Festival 2014」에 게스트 출연.

2025년
- 4월 7일, 동년 5월 31일부로 유닛의 활동을 종료해, 다사키는 6월 말에 소속사를 퇴사, 하세가와는 소속사에 잔류해, 솔로로 활동을 계속해 나갈 것을 발표했다.
- 5월 31일, LIVE STAGE GUILTY에서 행해진「Bitter & Sweet LIVE QUEST 2025 ~모험의 쇼~」를 기해 유닛 활동을 종료했다.

## 음악

### 싱글
인디즈
1. Bitter & Sweet／インストール (2014년 3월 19일)
  - 양 A면 싱글. 커플링 곡은 없음.
2. 誰にもナイショ／月蝕 (2014년 9월 3일)
  - 양 A면 싱글. 커플링 곡은 없음.
3. 恋愛WARS／恋心 (2015년 2월 11일)
  - 양 A면 싱글. 커플링 곡은 없음.
4. 私が飛行機を嫌いな理由／雪と花火 (2023년 7월 19일)
  - 양 A면 싱글. 커플링 곡은 없음.

메이저
1. 幸せになりたい。／写真には残らないシュート (2017년 5월 17일)
  - 커플링 : 贈りものには愛がある
2. 遠いところへ行くのでしょう／ラブストーリーは始まらない (2019년 3월 27일)
  - 양 A면 싱글. 커플링 곡은 없음.
3. だけど会いたい (2020년 11월 11일)
  - 커플링 : 新芽
4. ラブストーリーは始まらない (2022) (2022년 4월 6일)
  - 커플링 : ないものねだり (초회생산한정반 · 통상반만) / 涙の糸で / 反省のうた (이상 통상반만)
5. 29歳 (2024년 10월 23일)
  - 커플링 : 重ねた道

### 미니 앨범
1. ＃ビタスイ (2015년 12월 23일)

## 출연

### 라이브
- LoVendoЯ LIVE TOUR 2014 SprinteЯ Bitter&Sweet (2014년 4월 15일 ~ 7월 19일, 13개 도시 18회 공연)
- Bitter & Sweet 1st SHOWCASE (2015년 5월 10일 ~ 17일, 3개 도시 4회 공연)
- Bitter & Sweet 3rd SHOWCASE another edition -ASAHI TASAKI Birthday LIVE- (2015년 11월 20일, 오오츠카 Deepa)
- Bitter & Sweet 2nd SHOWCASE (2015년 8월 16일, GARRET udagawa)
- Bitter & Sweet 3rd SHOWCASE (2015년 12월 13일 ~ 28일, 4회 도시 5회 공연)
- Bitter & Sweet Twinkle Show ~White & Red~ (2015년 12월 26일, 라돈나 하라쥬쿠)
- Bitter & Sweet Twinkle Show (2016년 2월 28일, 라돈나 하라쥬쿠)
- Bitter & Sweet SUMMER LIVE 2016 ~여름의 더위에, vitamin sweet ! #비타스이~ (2016년 7월 24일, 뮤직 레스토랑 La Donna)
- Bitter & Sweet ASAHI TASAKI Birthday Live ~월하 미인의 랩소디~ (2016년 11월 20일, 시부야 CYCLONE)
- Bitter & Sweet WINTER LIVE 2016 ~표리일분~ (2016년 12월 10일, 뮤직 레스토랑 La Donna)
- Bitter & Sweet Countdown Acoustic Live 2016→2017 (2016년 12월 31일, 시모기타자와 Com.Cafe 오토쿠라)
- Bitter & Sweet LIVE 2017 ~광~ (2017년 2월 18일, 아오야마 RizM)
- Bitter & Sweet MOEMI HASEGAWA Birthday Live 2017 ~맹렬한 꽃다발을 당신에게~ (2017년 4월 2일, aube shibuya)
- Bitter & Sweet BAND TOUR 2017 ~맏물의 여름~ (2017년 8월 13일 ~ 9월 2일, 4회 도시 5회 공연)
- Bitter & Sweet BAND TOUR 2017-2018 ~ORION~ (2017년 11월 12일 ~ 2018년 2월 24일, 4회 도시 5회 공연)
- Bitter & Sweet ASAHI TASAKI Birthday Live 2017 ~사랑~ (2017년 11월 20일, 에비스텐마도.switch)
- Bitter & Sweet 대감사제 '17→'18 ~비타스이 축제~ (2017년 12월 31일, 하츠다이 The DOORS)
- Bitter & Sweet MOEMI HASEGAWA Birthday Live 2018 ~맹렬한 꽃다발을 당신에게~ (2018년 4월 2일, 에비스텐마도.switch)
- Bitter & Sweet SUMMER LIVE 2018 ~슈와 슈웃!!~ (2018년 7월 14일 ~ 16일, 2개 도시 2회 공연)
- Bitter & Sweet ASAHI TASAKI Birthday Live 2018 ~헬로~ (2018년 11월 20일, 에비스텐마도.switch)
- Bitter & Sweet 결성기념일 2018 (2018년 12월 31일, 다이칸야마 LOOP)
- Bitter & Sweet Summer Live 2021 (2021년 9월 19일, 아사가야 로프트 A)
- Bitter & Sweet 8th Anniversary LIVE 2021 (2021년 12월 31일, 아사가야 로프트 A)
- Bitter & Sweet Winter Live 2022 (2022년 2월 19일, 아사가야 로프트 A)
- Bitter & Sweet Spring Live 2022 (2022년 4월 2일, LIVE STUDIO LODGE)
- Bitter & Sweet MOEMI HASEGAWA Birthday Live 2022 ~맹렬한 화사를 그대에게~ (2022년 4월 2일, LIVE STUDIO LODGE)
- Bitter & Sweet Summer Live 2022 (2022년 8월 6일, 아사가야 로프트 A)
- Bitter & Sweet LIVE 2022 in OSAKA ~BERONICA~ (2022년 9월 3일, BERONICA)
- 【오프닝 라이브 · 하라주쿠 RUIDO「REBIRTH」시리즈】Bitter & Sweet LIVE 2022 in TOKYO ~RUIDO~ (2022년 10월 16일, 하라주쿠 RUIDO)
- Bitter & Sweet Autumn Live 2022 (2022년 11월 20일, LIVE STUDIO LODGE)
- Bitter & Sweet ASAHI TASAKI Birthday Live 2022 ~고마푸린~ (2022년 11월 20일, LIVE STUDIO LODGE)
- Bitter & Sweet X'mas LIVE in OSAKA ~BERONICA~ Vol.2 (2022년 12월 24일, BERONICA)
- Bitter & Sweet 9th Anniversary LIVE 2022 (2022년 12월 31일, Com.Cafe 오토쿠라)
- 다사키 아사히 솔로 데뷔 10th Anniversary Bitter & Sweet Winter Live 2023 (2023년 1월 15일, 아사가야 로프트 A)
- Bitter & Sweet MOEMI HASEGAWA Birthday Live 2023 ~맹렬한 화사를 그대에게~ (2023년 4월 2일, LIVE STUDIO LODGE)
- Bitter & Sweet 메이저 데뷔 6주년 기념 LIVE 2023 (2023년 5월 20일, 하라주쿠 RUIDO)
- Bitter & Sweet Early Summer LIVE in OSAKA ~BERONICA~ Vol.3 (2023년 6월 3일, BERONICA)[1]
- Bitter & Sweet Early Summer LIVE in NAGOYA (2023년 6월 4일, Paradise Cafe 21)
- Bitter & Sweet Early Summer LIVE in TOKYO (2023년 6월 11일, 하라주쿠 스트로베 카페)
- Bitter & Sweet Summer LIVE 2023 (2023년 8월 5일, 아사가야 로프트 A)
- Bitter & Sweet 흰눈 TOUR 2023 ~개선할게!~ (2023년 9월 24일 ~ 10월 22일, 6개 도시 7회 공연)
- Bitter & Sweet Autumn Live 2023 in OSAKA (2023년 10월 28일, BERONICA)
- Bitter & Sweet ASAHI TASAKI Birthday Live 2023 ~아사짱폰포~ (2023년 11월 19일, LIVE STUDIO LODGE)
- Bitter & Sweet 10th Anniversary LIVE 2023 (2023년 12월 31일, 하라주쿠 RUIDO)
- Bitter & Sweet Winter Live 2024 ~New Year~ (2024년 1월 14일, LIVE STUDIO LODGE)
- Bitter & Sweet LIVE 2024 ~Happy Valentine!~ (2024년 2월 12일, 하라주쿠 RUIDO)
- Bitter & Sweet LIVE 2024 봄 제일 (2024년 2월 25일 ~ 3월 3일, 3개 도시 6회 공연)
- Bitter & Sweet SPRING LIVE 2024 (2024년 3월 23일, LIVESTAGE GUILTY)
- MOEMI HASEGAWA Birthday Live 2024 맹렬한 화사를 그대에게 (2024년 4월 6일, 하라주쿠 RUIDO)
- Bitter & Sweet LIVE TOUR 2024 ~푸르게 물들이다~ (2024년 6월 1일 ~ 8월 25일, 9개 도시 17회 공연)[2]
- Bitter & Sweet Sitting Live 2024 ~Relax~ (2024년 9월 1일, LIVE STUDIO LODGE)
- Bitter & Sweet Standing Live 2024 ~Excite~ (2024년 9월 1일, LIVE STUDIO LODGE)
- Bitter & Sweet ASAHI TASAKI Birthday Live 2024 ~뽐빠!!~ (2024년 11월 23일, 하라주쿠 RUIDO)
- Bitter & Sweet 11th Anniversary LIVE 2024 (2024년 12월 31일, 하라주쿠 RUIDO)
- Bitter & Sweet LIVE 당신에게 주는 발렌타인 (2025년 2월 15일, 요요기 STUDIO LODGE)
- MOEMI HASEGAWA Birthday Live 2025 맹렬한 꽃 축제를 당신에게 (2025년 4월 6일, 하라주쿠 RUIDO)
- Bitter & Sweet LIVE QUEST 2025 ~모험의 쇼~ (2025년 4월 19일 ~ 5월 31일, 9개 도시 17회 공연)

### 라디오
- 비터 & 스위트의 GOLDEN SOUNDay♪ (2015년 10월 4일 ~ , FM PORT)

### 그 외
- Hello! Project COUNTDOWN PARTY 2013 ~GOOD BYE & HELLO!~ (2013년 12월 31일 ~ 2014년 1월 1일, 나카노 선플라자)
- Hello! Project 히나페스 2014 ~Full 코스~ (2014년 3월 29일 · 30일, 퍼시픽 요코하마 전시 홀 A / 홀 B）
- Forest For Rest, SATOYAMA & SATOUMI에 행하여! 2014~ (2014년 3월 29일 · 30일, 퍼시픽 요코하마 전시 홀 D)
- MUSIC FESTA Vol.2 (2014년 1월 18일 · 25일 · 2월 1일 · 15일 · 16일 · 23일)
- Hello! Project 2014 SUMMER ~KOREZO!~ & ~YAPPARI!~ (2014년 7월 12일 ~ 9월 6일, 7개 도시 21회 공연)※ KOREZO!는 12회 공연, YAPPARI!는 9회 공연
- ＠JAM EXPO 2014 (2014년 8월 31일, 요코하마 아레나)
- 비터 & 스위트 크리스마스 스페셜 미니 라이브 (2014년 12월 19일, 헬로! 프로젝트 오피셜 숍 아키하바라점)
- Hello! Project COUNTDOWN PARTY 2014 ~GOOD BYE & HELLO!~ (2014년 12월 31일 ~ 2015년 1월 1일, 오사카 코베)
- Hello! Project 2015 WINTER ~DANCE MODE!~ & ~HAPPY EMOTION!~ (2015년 1월 2일 ~ 2월 15일, 7개 도시 22회 공연)※ DANCE MODE!는 13회 공연, HAPPY EMOTION!은 9회 공연
- MUSIC FESTA Vol.3 (2015년 4월 18일 · 29일 · 5월 4일 · 9일 · 15일)
- Hello! Project COUNTDOWN PARTY 2015 ~GOOD BYE & HELLO!~ (2015년 12월 31일 ~ 2016년 1월 1일, 나카노 선플라자)
- 라베비타 EX 라이브 투어 2016 봄 (2016년 3월 5일 ~ 4월 9일, 4개 도시 6회 공연)
- Heart to Heart 2020 ~Covers~ (2020년 10월 11일, 나고야 시민회관 창조 센터, 2회 공연 · 31일, 아야노쿠니 사이타마 예술 극장 대홀, 2회 공연)
- M-line Special 2021 ~Make a Wish!~ (2021년 1월 31일, 셀리안 타워 볼룸, 2회 공연 · 2월 6일, 도카이 시 예술회관 대홀, 2회 공연 · 21일, 마츠시타 IMP홀, 2회 공연 · 7월 24일, KT Zepp 요코하마, 2회 공연 · 25일, Zepp 난바, 2회 공연, 9월 11일, 에도가와 구 종합문화센터 대홀, 2회 공연 · 9월 26일, Zepp Osaka Bayside, 2회 공연 · 10월 3일, 메구로 퍼시몬 홀, 2회 공연 · 10일, 마사토 시 문화회관, 2회 공연 · 19일, 나고야 시민회관, 2회 공연 · 30일 · 31일, 요코하마 랜드마크 홀, 4회 공연 · 11월 14일, NHK 오사카 홀, 2회 공연 · 23일, 삿포로 쿄사이 홀, 2회 공연 · 12월 4일, 히로시마 국제회의장 피닉스 홀, 2회 공연 · 11일, Zepp 도쿄, 2회 공연 · 18일, 센다이 GIGS, 2회 공연)
- 오가타 리사「bon voyage!」in COTTON CLUB (2022년 1월 11일 ~ 5월 18일 · 8월 19일, COTTON CLUB, 11회 공연)[3]
- M-line Special 2022 ~My Wish~ (2022년 3월 5일, 후쿠오카 시민 문화회관 중홀, 2회 공연 · 19일, 일본 특수도업 시민회관 빌리지홀, 2회 공연 · 21일, 히로시마 JMS 아스테르 플라자 대홀, 2회 공연 · 4월 24일, 하치오지 시 예술문화회관 이치죠 홀, 2회 공연 · 6월 4일, 토다 시 문화회관, 2회 공연 · 18일, 센다이 GIGS, 2회 공연 · 7월 17일, NHK 오사카 홀, 2회 공연 · 31일, 일본 특수도업 시민회관 빌리지홀, 2회 공연 · 8월 14일, 타워 홀 후나보리 대홀, 2회 공연 · 9월 4일(정기), 오사카 메르파르크 홀, 2회 공연 · 19일, 히로시마 NTT 크레드 홀, 2회 공연 · 25일, 토다 시 시민회관, 2회 공연 · 10월 2일, NHK 오사카 홀, 2회 공연 · 10일(정기), 나고야 시민회관, 2회 공연 · 11월 13일, Zepp Haneda, 2회 공연 · 23일, 센다이 GIGS, 2회 공연 · 12월 17일, NHK 오사카 홀, 2회 공연)
- 오가타 리사「bon voyage!」in OSAKA (2022년 6월 11일 · 12일, 마츠시타 IMP 홀)
- RISA OGATA CONCERT 2022「Coeur à coeur」(2022년 10월 6일 · 11일, 4회 공연 · 11월 26일 · 27일, 다이이치 호텔 료고쿠, 4회 공연)
- RISA OGATA CONCERT 2023「Coeur à coeur」(2023년 1월 27일 · 5월 29일 · 30일, COTTON CLUB, 6회 공연 · 3월 6일 · 7일, 다이이치 호텔 료고쿠, 2회 공연)
- M-line Special 2023 ~Magical Wish~ (2023년 2월 26일, 센다이 GIGS, 2회 공연 · 3월 4일, 마츠시타 IMP 홀, 2회 공연 · 21일, 요코하마 랜드마크 홀, 2회 공연 · 25일, 삿포로 쿄사이 홀, 2회 공연 · 4월 14일, 나카노 ZERO 대홀, 2회 공연 · 28일, 메구로 퍼시몬 홀, 2회 공연 · 5월 13일, 우라야스 시 문화회관 대홀, 2회 공연 · 6월 17일, 토다 시 문화회관, 2회 공연(하세가와만) · 7월 1일, 메르파르크 홀 오사카, 2회 공연(하세가와만) · 6일, 메구로 퍼시몬 홀, 1회 공연(하세가와만) · 26일, 오오타 구민 홀 어플리코 대홀, 1회 공연(하세가와만) · 8월 6일, 덴키 빌 미라이 홀, 2회 공연(하세가와만) · 31일, 타워홀 후나보리 대홀, 1회 공연 · 11월 12일, EVANS CASTLE HALL, 2회 공연)
- RISA OGATA CONCERT「éclatant」(2023년 10월 30일 · 31일, COTTON CLUB, 4회 공연 · 12월 26일 · 27일, 다이이치 호텔 료고쿠, 4회 공연)
- M-line Special 2024 ~Many well wishes~ (2024년 5월 17일, 신주쿠 ReNY) - 게스트로서 출연.